# Élections cantonales de 2011 dans le Gers
Les élections cantonales ont eu lieu les 20 et 27 mars 2011.

## Contexte départemental

### Assemblée départementale sortante
Avant les élections, le conseil général du Gers est présidé par Philippe Martin (PS). Il comprend 31 conseillers généraux issus des 31 cantons du Gers. 16 d'entre eux sont renouvelables lors de ces élections.
| Parti                             | Sigle | Élus |
| --------------------------------- | ----- | ---- |
| Majorité (21 sièges)              |       |      |
| Parti socialiste                  | PS    | 16   |
| Parti communiste français         | PCF   | 3    |
| Divers gauche                     | DVG   | 1    |
| Parti radical de gauche           | PRG   | 1    |
| Opposition (10 sièges)            |       |      |
| Union pour un mouvement populaire | UMP   | 9    |
| Divers droite                     | DVD   | 1    |
| Président du conseil général      |       |      |
| Philippe Martin (PS)              |       |      |

## Résultats à l'échelle du département

### Résultats en nombre de sièges
| Parti | Sièges mis en jeu | Élus | Évolution |
| ----- | ----------------- | ---- | --------- |
| PS    | 7                 | 11   | +4        |
| PCF   | 1                 | 1    | =         |
| PRG   | 1                 | 2    | +1        |
| DVD   | 0                 | 1    | +1        |
| UMP   | 7                 | 1    | -6        |

### Assemblée départementale à l'issue des élections
| Parti                             | Sigle | Élus |
| --------------------------------- | ----- | ---- |
| Majorité (26 sièges)              |       |      |
| Parti socialiste                  | PS    | 20   |
| Parti communiste français         | PCF   | 3    |
| Parti radical de gauche           | PRG   | 2    |
| Divers gauche                     | DVG   | 1    |
| Opposition (5 sièges)             |       |      |
| Union pour un mouvement populaire | UMP   | 3    |
| Divers droite                     | DVD   | 2    |
| Président du conseil général      |       |      |
| Philippe Martin (PS)              |       |      |

## Résultats par canton

### Canton d'Auch-Nord-Est
| Candidats      | Candidats          | Étiquette      | Premier tour | Premier tour | Second tour | Second tour |
| Candidats      | Candidats          | Étiquette      | Voix         | %            | Voix        | %           |
| -------------- | ------------------ | -------------- | ------------ | ------------ | ----------- | ----------- |
|                | Alain Sorbadère*   | PS             | 1 285        | 57,09        | 1 623       | 74,21       |
|                | Sébastien Lansmant | UMP            | 438          | 19,46        | 564         | 25,79       |
|                | David Pomies       | EÉLV           | 232          | 10,31        |             |             |
|                | Colette Bessac     | PCF            | 145          | 6,44         |             |             |
|                | Martine Alvarez    | Alt.           | 113          | 5,02         |             |             |
|                | Marc Bridard       | POI            | 38           | 1,69         |             |             |
|                |                    |                |              |              |             |             |
| Inscrits       | Inscrits           | Inscrits       | 5 342        | 100,00       | 5 341       | 100,00      |
| Abstentions    | Abstentions        | Abstentions    | 2 993        | 56,03        | 2 992       | 56,02       |
| Votants        | Votants            | Votants        | 2 349        | 43,97        | 2 349       | 43,98       |
| Blancs et nuls | Blancs et nuls     | Blancs et nuls | 98           | 4,17         | 162         | 6,90        |
| Exprimés       | Exprimés           | Exprimés       | 2 251        | 95,83        | 2 187       | 93,10       |

*sortant

### Canton d'Auch-Nord-Ouest
| Candidats      | Candidats                | Étiquette      | Premier tour | Premier tour | Second tour | Second tour |
| Candidats      | Candidats                | Étiquette      | Voix         | %            | Voix        | %           |
| -------------- | ------------------------ | -------------- | ------------ | ------------ | ----------- | ----------- |
|                | Pierre Lasserre*         | PS             | 1 381        | 46,26        | 1 959       | 68,71       |
|                | Rose-Marie Lotti         | UMP            | 692          | 23,18        | 892         | 31,29       |
|                | Rui Oliveira Santos      | EÉLV           | 394          | 13,20        |             |             |
|                | Véronique Sanchez-Pareti | PCF            | 337          | 11,29        |             |             |
|                | Jean Falco               | Alt.           | 181          | 6,06         |             |             |
|                |                          |                |              |              |             |             |
| Inscrits       | Inscrits                 | Inscrits       | 7 054        | 100,00       | 7 060       | 100,00      |
| Abstentions    | Abstentions              | Abstentions    | 3 882        | 55,03        | 3 873       | 54,86       |
| Votants        | Votants                  | Votants        | 3 172        | 44,97        | 3 187       | 45,14       |
| Blancs et nuls | Blancs et nuls           | Blancs et nuls | 187          | 5,90         | 336         | 10,54       |
| Exprimés       | Exprimés                 | Exprimés       | 2 985        | 94,10        | 2 851       | 89,46       |

*sortant

### Canton de Cazaubon
| Candidat       | Candidat         | Parti          | Premier tour | Premier tour |
| Candidat       | Candidat         | Parti          | Voix         | %            |
| -------------- | ---------------- | -------------- | ------------ | ------------ |
|                | Joël Lajux       | PS             | 1 083        | 51,89        |
|                | Claude Sainrapt* | UMP            | 1 004        | 48,11        |
|                |                  |                |              |              |
| Inscrits       | Inscrits         | Inscrits       | 3 753        | 100,00       |
| Abstention     | Abstention       | Abstention     | 1 544        | 41,14        |
| Votants        | Votants          | Votants        | 2 209        | 58,86        |
| Blancs et nuls | Blancs et nuls   | Blancs et nuls | 122          | 5,52         |
| Exprimés       | Exprimés         | Exprimés       | 2 087        | 94,48        |

*sortant

### Canton de Cologne
| Candidats      | Candidats        | Étiquette      | Premier tour | Premier tour |
| Candidats      | Candidats        | Étiquette      | Voix         | %            |
| -------------- | ---------------- | -------------- | ------------ | ------------ |
|                | Philippe Dupouy* | PS             | 966          | 66,48        |
|                | René Seigneurie  | NC             | 203          | 13,97        |
|                | Philippe Hirou   | EÉLV           | 173          | 11,91        |
|                | Bruno Diénot     | DVD            | 111          | 7,64         |
|                |                  |                |              |              |
| Inscrits       | Inscrits         | Inscrits       | 2 630        | 100,00       |
| Abstentions    | Abstentions      | Abstentions    | 1 118        | 42,51        |
| Votants        | Votants          | Votants        | 1 512        | 57,49        |
| Blancs et nuls | Blancs et nuls   | Blancs et nuls | 59           | 3,90         |
| Exprimés       | Exprimés         | Exprimés       | 1 453        | 96,10        |

*sortant

### Canton de Fleurance
| Candidats      | Candidats        | Étiquette      | Premier tour | Premier tour | Second tour | Second tour |
| Candidats      | Candidats        | Étiquette      | Voix         | %            | Voix        | %           |
| -------------- | ---------------- | -------------- | ------------ | ------------ | ----------- | ----------- |
|                | Alain Scudellaro | PS             | 1 381        | 33,35        | 1 831       | 48,85       |
|                | Bruno Mattel     | PRG            | 1 095        | 26,44        | 1 917       | 51,15       |
|                | Jean-Paul Choma  | UMP            | 724          | 17,48        |             |             |
|                | Pierre Lardeaux  | FN             | 654          | 15,79        |             |             |
|                | Georges Sénat    | FG (PCF)       | 287          | 6,93         |             |             |
|                |                  |                |              |              |             |             |
| Inscrits       | Inscrits         | Inscrits       | 8 039        | 100,00       | 8 038       | 100,00      |
| Abstentions    | Abstentions      | Abstentions    | 3 708        | 46,13        | 3 682       | 45,81       |
| Votants        | Votants          | Votants        | 4 331        | 53,87        | 4 356       | 54,19       |
| Blancs et nuls | Blancs et nuls   | Blancs et nuls | 190          | 4,39         | 608         | 13,96       |
| Exprimés       | Exprimés         | Exprimés       | 4 141        | 95,61        | 3 748       | 86,04       |

### Canton de Jegun
| Candidats      | Candidats           | Étiquette      | Premier tour | Premier tour | Second tour | Second tour |
| Candidats      | Candidats           | Étiquette      | Voix         | %            | Voix        | %           |
| -------------- | ------------------- | -------------- | ------------ | ------------ | ----------- | ----------- |
|                | Bernard Ksaz        | PS             | 594          | 36,73        | 955         | 55,98       |
|                | Jean-Pierre Mothe   | DVD            | 360          | 22,26        | 751         | 44,02       |
|                | Pierre Tabarin      | DVD            | 359          | 22,20        |             |             |
|                | Alexis Boudaud      | EÉLV           | 142          | 8,78         |             |             |
|                | Jean-Marc Mayran    | FG (PCF)       | 100          | 6,18         |             |             |
|                | Juan-Manuel Fullana | Alt.           | 62           | 3,83         |             |             |
|                |                     |                |              |              |             |             |
| Inscrits       | Inscrits            | Inscrits       | 2 820        | 100,00       | 2 820       | 100,00      |
| Abstentions    | Abstentions         | Abstentions    | 1 129        | 40,04        | 1 006       | 35,67       |
| Votants        | Votants             | Votants        | 1 691        | 59,96        | 1 814       | 64,33       |
| Blancs et nuls | Blancs et nuls      | Blancs et nuls | 74           | 4,38         | 108         | 5,95        |
| Exprimés       | Exprimés            | Exprimés       | 1 617        | 95,62        | 1 706       | 94,05       |

### Canton de Lombez
| Candidats      | Candidats        | Étiquette      | Premier tour | Premier tour | Second tour | Second tour |
| Candidats      | Candidats        | Étiquette      | Voix         | %            | Voix        | %           |
| -------------- | ---------------- | -------------- | ------------ | ------------ | ----------- | ----------- |
|                | Guy Larée        | DVD            | 934          | 35,76        | 1 456       | 56,92       |
|                | Jean Loubon*     | PRG            | 692          | 26,49        | 1 102       | 43,08       |
|                | Michaël Boutines | PS             | 612          | 23,43        | 0           | Retrait     |
|                | David Collado    | EÉLV           | 242          | 9,26         |             |             |
|                | Michel Juan      | PG             | 132          | 5,05         |             |             |
|                |                  |                |              |              |             |             |
| Inscrits       | Inscrits         | Inscrits       | 4 336        | 100,00       | 4 338       | 100,00      |
| Abstentions    | Abstentions      | Abstentions    | 1 619        | 37,34        | 1 568       | 36,15       |
| Votants        | Votants          | Votants        | 2 717        | 62,66        | 2 770       | 63,85       |
| Blancs et nuls | Blancs et nuls   | Blancs et nuls | 105          | 3,86         | 212         | 7,65        |
| Exprimés       | Exprimés         | Exprimés       | 2 612        | 96,14        | 2 558       | 92,35       |

*sortant

### Canton de Masseube
| Candidats      | Candidats        | Étiquette      | Premier tour | Premier tour | Second tour | Second tour |
| Candidats      | Candidats        | Étiquette      | Voix         | %            | Voix        | %           |
| -------------- | ---------------- | -------------- | ------------ | ------------ | ----------- | ----------- |
|                | Françoise Casale | PS             | 952          | 39,88        | 1 375       | 54,98       |
|                | Christian Duprat | UMP            | 901          | 37,75        | 1 126       | 45,02       |
|                | André Belvèze    | PCF            | 389          | 16,30        |             |             |
|                | Luc Girot        | FN             | 145          | 6,07         |             |             |
|                |                  |                |              |              |             |             |
| Inscrits       | Inscrits         | Inscrits       | 3 543        | 100,00       | 3 527       | 100,00      |
| Abstentions    | Abstentions      | Abstentions    | 1 095        | 30,91        | 933         | 26,45       |
| Votants        | Votants          | Votants        | 2 448        | 69,09        | 2 594       | 73,55       |
| Blancs et nuls | Blancs et nuls   | Blancs et nuls | 61           | 2,49         | 93          | 3,59        |
| Exprimés       | Exprimés         | Exprimés       | 2 387        | 97,51        | 2 501       | 96,41       |

### Canton de Miélan
| Candidat       | Candidat           | Parti          | Premier tour | Premier tour |
| Candidat       | Candidat           | Parti          | Voix         | %            |
| -------------- | ------------------ | -------------- | ------------ | ------------ |
|                | Gérard Fauqué*     | PCF            | 1 621        | 82,08        |
|                | Douce de Franclieu | DVD            | 354          | 17,92        |
|                |                    |                |              |              |
| Inscrits       | Inscrits           | Inscrits       | 3 768        | 100,00       |
| Abstention     | Abstention         | Abstention     | 1 657        | 43,98        |
| Votants        | Votants            | Votants        | 2 111        | 56,02        |
| Blancs et nuls | Blancs et nuls     | Blancs et nuls | 136          | 2,91         |
| Exprimés       | Exprimés           | Exprimés       | 1 975        | 97,09        |

*sortant

### Canton de Miradoux
| Candidats      | Candidats          | Étiquette      | Premier tour | Premier tour |
| Candidats      | Candidats          | Étiquette      | Voix         | %            |
| -------------- | ------------------ | -------------- | ------------ | ------------ |
|                | Xavier Ballenghien | NC             | 685          | 64,26        |
|                | Suzanne Macabiau   | PS             | 307          | 28,80        |
|                | Joël Cantaloup     | PCF            | 74           | 6,94         |
|                |                    |                |              |              |
| Inscrits       | Inscrits           | Inscrits       | 1 623        | 100,00       |
| Abstentions    | Abstentions        | Abstentions    | 525          | 32,35        |
| Votants        | Votants            | Votants        | 1 098        | 67,65        |
| Blancs et nuls | Blancs et nuls     | Blancs et nuls | 32           | 6,44         |
| Exprimés       | Exprimés           | Exprimés       | 1 066        | 93,56        |

### Canton de Montréal
| Candidats      | Candidats        | Étiquette      | Premier tour | Premier tour | Second tour | Second tour |
| Candidats      | Candidats        | Étiquette      | Voix         | %            | Voix        | %           |
| -------------- | ---------------- | -------------- | ------------ | ------------ | ----------- | ----------- |
|                | Philippe Beyries | UMP            | 834          | 35,38        | 1 146       | 47,85       |
|                | Nicolas Labeyrie | PS             | 734          | 31,14        | 1 249       | 52,15       |
|                | Nicolas Meliet   | PRG            | 407          | 17,27        |             |             |
|                | Anne Gouyon      | EÉLV           | 164          | 6,96         |             |             |
|                | Jean David       | DVD            | 119          | 5,05         |             |             |
|                | Michel Senez     | PG             | 99           | 4,20         |             |             |
|                |                  |                |              |              |             |             |
| Inscrits       | Inscrits         | Inscrits       | 3 859        | 100,00       | 3 859       | 100,00      |
| Abstentions    | Abstentions      | Abstentions    | 1 434        | 37,16        | 1 358       | 35,19       |
| Votants        | Votants          | Votants        | 2 425        | 62,84        | 2 501       | 64,81       |
| Blancs et nuls | Blancs et nuls   | Blancs et nuls | 68           | 2,80         | 106         | 4,24        |
| Exprimés       | Exprimés         | Exprimés       | 2 357        | 97,20        | 2 395       | 95,76       |

### Canton de Plaisance
| Candidats      | Candidats        | Étiquette      | Premier tour | Premier tour | Second tour | Second tour |
| Candidats      | Candidats        | Étiquette      | Voix         | %            | Voix        | %           |
| -------------- | ---------------- | -------------- | ------------ | ------------ | ----------- | ----------- |
|                | Gérard Castet    | PRG            | 945          | 44,26        | 1 293       | 61,16       |
|                | Régis Soubabère* | UMP            | 634          | 29,70        | 821         | 38,84       |
|                | Cyril Cotonat    | PS             | 377          | 17,66        |             |             |
|                | Marc Gual        | EÉLV           | 179          | 8,38         |             |             |
|                |                  |                |              |              |             |             |
| Inscrits       | Inscrits         | Inscrits       | 3 307        | 100,00       | 3 307       | 100,00      |
| Abstentions    | Abstentions      | Abstentions    | 1 102        | 31,78        | 1 051       | 33,32       |
| Votants        | Votants          | Votants        | 2 205        | 68,22        | 2 256       | 66,68       |
| Blancs et nuls | Blancs et nuls   | Blancs et nuls | 70           | 3,17         | 142         | 6,29        |
| Exprimés       | Exprimés         | Exprimés       | 2 135        | 96,83        | 2 114       | 93,71       |

*sortant

### Canton de Riscle
| Candidat       | Candidat       | Parti          | Premier tour | Premier tour |
| Candidat       | Candidat       | Parti          | Voix         | %            |
| -------------- | -------------- | -------------- | ------------ | ------------ |
|                | Guy Darrieux*  | PS             | 1 869        | 83,10        |
|                | Agnès Maillard | Alt.           | 380          | 16,90        |
|                |                |                |              |              |
| Inscrits       | Inscrits       | Inscrits       | 5 475        | 100,00       |
| Abstention     | Abstention     | Abstention     | 2 718        | 49,64        |
| Votants        | Votants        | Votants        | 2 757        | 50,36        |
| Blancs et nuls | Blancs et nuls | Blancs et nuls | 508          | 18,43        |
| Exprimés       | Exprimés       | Exprimés       | 2 249        | 81,57        |

*sortant

### Canton de Saint-Clar
| Candidats      | Candidats          | Étiquette      | Premier tour | Premier tour |
| Candidats      | Candidats          | Étiquette      | Voix         | %            |
| -------------- | ------------------ | -------------- | ------------ | ------------ |
|                | Bernard Gendre*    | PS             | 810          | 53,64        |
|                | Christiane Pieters | UMP            | 594          | 39,34        |
|                | Jacques Cadéot     | PCF            | 106          | 7,02         |
|                |                    |                |              |              |
| Inscrits       | Inscrits           | Inscrits       | 2 179        | 100,00       |
| Abstentions    | Abstentions        | Abstentions    | 609          | 27,95        |
| Votants        | Votants            | Votants        | 1 570        | 72,05        |
| Blancs et nuls | Blancs et nuls     | Blancs et nuls | 60           | 3,82         |
| Exprimés       | Exprimés           | Exprimés       | 1 510        | 96,18        |

*sortant

### Canton de Saramon
| Candidats      | Candidats           | Étiquette      | Premier tour | Premier tour |
| Candidats      | Candidats           | Étiquette      | Voix         | %            |
| -------------- | ------------------- | -------------- | ------------ | ------------ |
|                | Jean-Pierre Salers* | PS             | 711          | 53,86        |
|                | Michel Burgan       | PCF            | 375          | 28,41        |
|                | Henri Chavarot      | EÉLV           | 234          | 17,73        |
|                |                     |                |              |              |
| Inscrits       | Inscrits            | Inscrits       | 2 464        | 100,00       |
| Abstentions    | Abstentions         | Abstentions    | 1 003        | 40,71        |
| Votants        | Votants             | Votants        | 1 461        | 59,29        |
| Blancs et nuls | Blancs et nuls      | Blancs et nuls | 141          | 9,65         |
| Exprimés       | Exprimés            | Exprimés       | 1 320        | 90,35        |

*sortant

### Canton de Valence-sur-Baïse
| Candidats      | Candidats        | Étiquette      | Premier tour | Premier tour |
| Candidats      | Candidats        | Étiquette      | Voix         | %            |
| -------------- | ---------------- | -------------- | ------------ | ------------ |
|                | Philippe Martin* | PS             | 1 150        | 60,98        |
|                | Bertrand Rambour | EÉLV           | 504          | 26,72        |
|                | David Nadaud     | UMP            | 232          | 12,30        |
|                |                  |                |              |              |
| Inscrits       | Inscrits         | Inscrits       | 3 574        | 100,00       |
| Abstentions    | Abstentions      | Abstentions    | 1 563        | 43,73        |
| Votants        | Votants          | Votants        | 2 011        | 56,27        |
| Blancs et nuls | Blancs et nuls   | Blancs et nuls | 125          | 6,22         |
| Exprimés       | Exprimés         | Exprimés       | 1 886        | 93,78        |

*sortant